# 3세대가족
삼세대가구(三世代家口) 또는 삼세대가족(三世代家族)은  가구주와 그 직계 또는 방계의 친족이 3세대에 걸쳐 같이 사는 가구로 일반적으로 부부와 자녀 그리고 양친이나 편친 등으로 구성된 가구를 가리킨다.

## 삼세대
아버지(A), 아들(B), 손자(C) 3세대가 생계를 함께하는 가족을 가리킨다.
3세대가족은 C에대한 양육에서 B뿐만 아니라 A도 영향을 줄 수 있다는 점에서 C는 보다 신뢰감이 형성된 폭이 확장되어있는 환경가운데에서 다양한 정보에 접근할 기회를 제공받을수있게된다.

## 같이 보기
- 집단행동